# Unidad de Investigación de Cultura Cibernética
La Unidad de Investigación de Cultura Cibernética (CCRU por su nombre en inglés Cybernetic Culture Research Unit) fue un colectivo interdisciplinario dirigido por estudiantes, fundado en 1995 en el departamento de filosofía de la Universidad de Warwick. Se asoció a este colectivo con el trabajo de Sadie Plant y Nick Land.

## Historia
La investigación del colectivo estuvo estrechamente relacionada con el trabajo de los filósofos Sadie Plant (alrededor de la cual se fundó), Nick Land y sus colegas a lo largo de la década de 1990, y en particular el pensamiento ciberfeminista emergente que llevaría a las conferencias de Futuros Virtuales en Warwick en el Reino Unido a mediados de la década. En última instancia, Plant abandonaría su puesto académico y su afiliación con CCRU en 1997, y en adelante el colectivo estaría bajo la tutela intelectual de Land. Bajo su liderazgo, el colectivo se volvió cada vez más experimental y poco ortodoxo en su trabajo, con su producción (que incluía la escritura, los eventos de performance y el arte colaborativo) cruzando el postestructuralismo, la cibernética, la ciencia ficción, la cultura rave y los estudios ocultistas. En 2015, se publicó una colección de piezas de CCRU titulada CCRU: Writings 1997-2003.

## Miembros y afiliados
Aunque solo existió oficialmente por poco más de dos años, luego de la partida de Plant, la Universidad de Warwick negaría cualquier relación con el colectivo renegado, el impacto cultural de CCRU ha sido significativo. Aquellos que estuvieron afiliados con el CCRU durante y después de su tiempo como parte del departamento de Filosofía de la Universidad de Warwick incluyen a los filósofos Iain Hamilton Grant, Ray Brassier y Reza Negarestani; los teóricos culturales Mark Fisher y Kodwo Eshun; el editor y filósofo Robin Mackay; las teóricas de los medios digitales Luciana Parisi y Matthew Fuller; Steve Goodman, a.k.a. Kode9, artista de música electrónica y jefe del sello Hyperdub; la escritora y teórica Anna Greenspan; el novelista Hari Kunzru; y los artistas Jake y Dinos Chapman, entre otros. Land y CCRU colaboraron frecuentemente con el colectivo de arte experimental 0 [rphan] d [rift>] (Maggie Roberts y Ranu Mukherjee), especialmente en Syzygy, una residencia multidisciplinaria de un mes en la galería de arte contemporáneo Beaconsfield en el sur de Londres, 1999, y en 0 [rphan] d [rift>] 's Cyberpositive (Londres: Cabinet, 1995), un trabajo esquizoide de ciberfilosofía de corte y pegado.

## Influencia
El papel desempeñado por Land, Plant y CCRU en el desarrollo de lo que se conoce como aceleracionismo es profundo, y su legado es evidente en los debates contemporáneos sobre la viabilidad de la teoría en sus diversas formas. Es importante tener en cuenta que el aceleracionismo, tal como lo desarrolló teóricamente CCRU, debe distinguirse del término asociado con Nick Srnicek y el 'Manifiesto por una política aceleracionista' de Alex Williams. Land mismo deja clara esta distinción en su comentario sobre el manifiesto.